# Лусакский протокол
Лусакский протокол (англ. Lusaka Protocol) — соглашение о прекращении огня, национальном примирении и всеобщих выборах, заключённое между правительством Анголы и организацией УНИТА 15 ноября 1994 года. Призванный положить конец гражданской войне в Анголе Лусакский договор не был полностью претворён в жизнь, и в 1998 году, после нескольких лет политического процесса, кровопролитие в Анголе возобновилось в полном объёме.

## Предпосылки
К моменту освобождения Анголы от португальской колониальной зависимости в 1975 году на её территории действовали три национально-освободительных движения — Народное движение за освобождение Анголы (МПЛА), Национальный фронт освобождения Анголы (МФЛА) и Национальный союз за полную независимость Анголы (УНИТА). Уже к моменту провозглашения государственной независимости между этими движениями началась вооружённая борьба, в результате которой контроль над большей частью страны установила пользующаяся поддержкой СССР и коммунистической Кубы МПЛА. МФЛА, которую поддерживал Заир, и УНИТА, опиравшаяся на поддержку ЮАР, не смогли в полной мере противостоять массированной военной поддержке социалистического блока. В дальнейшем УНИТА, позиционировавшая себя как прозападную и антикоммунистическую организацию, на протяжении десятилетий вела против правительства Анголы гражданскую войну при открытой поддержке со стороны ЮАР и секретной — со стороны США (в период между 1985 и 1991 годами потративших на секретную помощь УНИТА 250 млн долларов).
После крупного военного противостояния в районе Квито-Кванавале в 1987 году ангольские власти, пришедшие к выводу, что военная победа невозможна, начали предпринимать шаги по достижению дипломатического урегулирования конфликта. Этому стратегическому повороту способствовало и то обстоятельство, что со стороны Советского Союза начали поступать сигналы о возможном прекращении военных поставок МПЛА. В итоге уже в 1989 году президент Анголы Жозе Эдуарду душ Сантуш и лидер УНИТА Жонаш Савимби подписали первое соглашение о прекращении огня. Вскоре, однако, перемирие было нарушено, и в следующие полтора года попытки вернуть стороны за стол переговоров сопровождались самой ожесточённой военной борьбой за историю страны. При посредничестве Португалии, СССР и США в мае 1991 года была достигнута новая договорённость о прекращении огня, известная как Бисесские соглашения (по названию пригорода Лиссабона, где она была подписана).
За Бисесскими соглашениями последовали первые в истории Анголы всеобщие президентские и парламентские выборы в сентябре 1992 года. Официально было объявлено о победе МПЛА и президента душ Сантуша, не набравшего, однако, 50 % голосов, что означало необходимость второго тура президентских выборов. Оппозиция, прежде всего УНИТА, не признала этих итогов и потребовала переголосования. Спустя месяц политический кризис вылился в Резню Хэлоуин, в ходе которой погибли десятки тысяч членов и сторонников УНИТА. После этого военные действия возобновились с небывалой ранее интенсивностью. Этот новый виток конфликта, начавшийся менее чем через месяц после выборов, получил название «Третья война».
По приводимым Human Rights Watch оценкам, с октября 1992 по конец 1994 годов в результате боевых действий, в которых обе стороны нарушали законы ведения войны, погибло 300 тысяч жителей Анголы, то есть 3 % населения страны. Крупную победу вооружённые силы УНИТА одержали в марте 1993 года в Уамбо. К концу 1993 года УНИТА, изначально поддерживавшаяся населяющей юг и центр страны народностью овимбунду, контролировала 70 % территории Анголы, но в 1994 году ситуация изменилась и правительственные войска начали быстрое продвижение к Уамбо — оплоту УНИТА, к ноябрю сократив территорию Анголы под контролем УНИТА до 40 %. Чтобы остановить территориальные потери и обезопасить свою штаб-квартиру, Савимби был вынужден согласиться на новые переговоры о прекращении огня.

## Содержание протокола
Протокол состоит из ряда разделов. Эти разделы оговаривают следующие темы.
- Порядок прекращения огня, отвод и демобилизация вооружённых сил УНИТА, освобождение всех военнопленных и гражданских заключённых, удерживаемых в рамках конфликта
- Вхождение части членов УНИТА в состав вооружённых сил Анголы (согласно критериям отбора, которые предполагалось установить позже) и ангольской полиции (в количестве 5500 человек, из которых 180 в офицерских званиях)
- Завершение процесса национального примирения, что включает в себя осуждение применения насилия, амнистию и дальнейшее участие членов УНИТА в деятельности политических, экономических и административных институтов всех уровней (в том числе на постах министров и губернаторов провинций), а также обеспечение особых условий безопасности руководителей УНИТА со стороны государства
- Завершение процесса всеобщих выборов, включающее второй круг президентских выборов (в первом круге душ Сантуш получил 49,7 % голосов, а Савимби 40,7 %; таким образом, ни один кандидат не набрал в первом круге абсолютного большинства голосов, что означало проведение второго круга выборов, сорванного возобновлением боевых действий[3])

В документе также закреплена миротворческая роль ООН в обеспечении прекращения конфликта.

## Ход, нарушения и провал Лусакского мирного процесса
В отличие от первого перемирия 1989 года, под Лусакским протоколом не стоят подписи Савимби и душ Сантуша. Лидер УНИТА, как позднее рассказывал бывший генеральный секретарь организации Эужениу Манувакола, с самого начала не верил в принципы достижения мира, предусматриваемые протоколом, и позаботился о том, чтобы Манувакола подписал соглашение вместо него. Многие члены правительства также выражали сомнения в жизнеспособности протокола в условиях, когда УНИТА сохраняет слишком большой военный потенциал.
Уже в 1995—1996 годах условия перемирия, устанавливаемого протоколом, неоднократно нарушались. Постоянно вспыхивали вооружённые столкновения, в которые иногда оказывались втянуты и миротворцы ООН. Напряжённость снова начала нарастать, и летом 1997 года появились сообщения о концентрации войск и передвижении транспорта с оружием (в этом же году во Франции разгорелся скандал вокруг тайных поставок оружия в Анголу на сотни миллионов долларов), а также о взаимных нападениях сил УНИТА и правительственных войск. В одной из атак УНИТА в провинции Северная Лунда была полностью разрушена деревня с населением порядка 150 человек; в свою очередь, правительственные силы за одну июньскую ночь захватили около 15 % алмазодобывающего региона, находившегося под контролем УНИТА, в районе коридора между Дундо и Луеной. В августе 1997 года Совет Безопасности ООН пригрозил УНИТА новыми санкциями в случае, если эта организация не продолжит выполнение своих обязательств в рамках Лусакского протокола. Санкции были введены в октябре резолюцией 1135 СБ ООН.
Тем не менее благодаря постоянному давлению ООН и США политический процесс продолжал идти, несмотря на нарушения перемирия, душ Сантуш и Савимби несколько раз встречались, и последнему предлагалось занять пост вице-президента (один из двух, предусмотренных государственным строем Анголы). Лидер УНИТА окончательно отверг это предложение только в августе 1996 года, ссылаясь на сопротивление членов своей собственной партии. В апреле 1997 года в Национальной ассамблее Анголы принесли присягу 63 депутата от фракции УНИТА, и уже через два дня было объявлено о завершении формирования правительства национального единства. В марте 1998 года были назначены 3 губернатора, 7 вице-губернаторов и 6 послов, представляющих УНИТА.
Почти все стадии процесса проходили с опозданием. Хотя, согласно протоколу, предполагалось завершить разоружение УНИТА и восстановление государственного контроля над всей территорией Анголы к концу февраля 1998 года, даже к началу июня под контролем правительства находились только 8 из 12 стратегических регионов, которые УНИТА должна была освободить, и 80 % территории страны. Затяжки времени со стороны УНИТА привели к тому, что в июле 1998 года ООН были введены дополнительные санкции против этой организации. В УНИТА произошёл раскол с выделением лояльной правительству фракции UNITA Renovada — Обновлённая УНИТА под руководством Эужениу Манувакола, Жорже Валентина и Демостенеша Амоса Шилингутилы, многолетнего начальника генштаба вооружённых сил УНИТА, занявшего пост заместителя министра обороны. Однако большинство депутатов парламента от УНИТА новую фракцию не поддержали. В итоге правительство начало сворачивать политический процесс с участием основной фракции УНИТА. Полномочия министров, назначенных по представлению УНИТА, были приостановлены на двухнедельный срок, после чего один из них был уволен президентом. В начале октября была обстреляна машина лидера парламентской фракции УНИТА Абеля Шивукувуку, а в конце того же месяца парламент большинством голосов снял с Савимби статус лидера оппозиции.
В начале декабря 1998 года последовало возобновление полномасштабных боевых действий, начавшееся с наступления правительственных войск на опорные пункты УНИТА в центре страны. УНИТА предприняла контрнаступление в районе Уамбо и Куито, где ангольская армия была вынуждена отступить и избежала тяжёлых потерь лишь благодаря тому, что механизированные отряды УНИТА остались без горючего. В конце декабря — начале января в зоне боевых действий в районе Уамбо были сбиты два вертолёта ООН, причём обе стороны отрицали свою причастность, а бортовые самописцы были похищены. В январе 1999 года Национальная ассамблея приняла резолюцию, объявляющую Савимби военным преступником и международным террористом. Эта резолюция и последующее заявление президента душ Сантуша о том, что Анголе «придётся вести войну во имя достижения мира», знаменовали окончание политического процесса, начатого за четыре года до этого в соответствии с Лусакским протоколом.